# Michelle Demko
Michelle Demko (* 27. September 1973 in Lafayette, Louisiana) ist eine ehemalige US-amerikanische Fußballspielerin und -trainerin.

## Karriere

### Vereine
Demko kam während ihrer Schulzeit an der Seminole Highschool in Sanford im Pinellas County (Florida) bis 1991 für die Warhawk mit Fußball in Berührung.
Als Angehörige der Barry University in Miami Shores, einem Vorort von Miami, kam sie auch für deren Sport-Team, die Buccaneer, in der NCAA Division II in den Spielzeiten 1991 und 1992 zum Einsatz. Mit 14 von 24 Toren in 19 von 34 Punktspielen trug sie am Ende der Spielzeit 1992 zur Meisterschaft bei.
Von 1993 bis 1995 war sie für ein Studium an der University of Maryland, College Park eingeschrieben und bestritt für das Sport-Team der Bildungseinrichtung, die Terrapins, 38 Meisterschaftsspiele in der Big Ten Conference innerhalb der NCAA Division I. In der Spielzeit 1993 noch in 14 Einsätzen aktiv, verpasste sie als Redshirt die Spielzeit 1994; doch in der Spielzeit 1995 wurde sie in 24 Meisterschaftsspielen eingesetzt, in denen sie acht Tore erzielte. Anfang 1996 schloss sie ihr Studium in Kinesiologie mit dem Bachelor of Science (B.Sc.) ab.
Bereits ein Jahr vor Abschluss ihres Studiums, spielte sie für Maryland Pride in der USL W-League, der zweithöchsten Spielklasse im US-amerikanischen Frauenfußball, die sich als Spielerinnenentwicklungsliga verstand. 1996 aus der East Region als Meister der regulären Spielzeit hervorgegangen, gelangte sie mit ihrer Mannschaft über das Halbfinale der Playoffs ins Finale. Dieses wurde mit 3:0 gegen Dallas Lightning gewonnen gleichbedeutend mit der Zweitligameisterschaft. Mit Aufnahme des Spielbetriebs in der Spielzeit 1997 von Tampa Bay Extreme in dieser Spielklasse, kam sie kurzfristig auch für diese Mannschaft zu Punktspielen.
Die Möglichkeit, das erste Mal im Ausland Fußball spielen zu können, reizte und nutzte sie gleichermaßen. Nach Deutschland gelangt, kam sie für den SC Klinge Seckach in der Gruppe Süd der seinerzeit zweigleisigen Bundesliga in der Rückrunde der Saison 1996/97 an fünf aufeinander folgenden Spieltagen zum Einsatz. Ihr Bundesligadebüt am 6. April 1997 (14. Spieltag) beim 3:0-Sieg im Auswärtsspiel gegen den VfR 09 Saarbrücken krönte sie sogleich mit ihrem ersten von zwei Saisontoren. In der Folgesaison, in der nunmehr eingleisigen Bundesliga, wurde sie in 16 von 22 Saisonspielen eingesetzt.
In der Saison 1998/99 spielte sie für den amtierenden Meister FSV Frankfurt und wurde in zwölft Bundesligaspielen eingesetzt, in denen ihr zwei Tore gelangen. Anschließend gehörte sie dem in der zweitklassigen Bayernliga vertretenen FC Bayern München an und trug zur regionalen Meisterschaft und dem damit verbundenen Aufstieg in die Bundesliga bei.
In die Vereinigten Staaten zurückgekehrt, kam sie in den Spielzeiten 2001 und 2002 für Philadelphia Charge in der Women’s United Soccer Association (WUSA), der weltweit ersten Profiliga im Frauenfußball, in 16 und fünf Punktspielen zum Einsatz.
Mit dem vierten und zweiten Platz war ihre Mannschaft jeweils in den Ausschlussspielen um die Meisterschaft vertreten, unterlag jedoch beide Male im Halbfinale Atlanta Beat mit 2:3 n. V. (in diesem eingesetzt) und Washington Freedom mit 0:1.

### Nationalmannschaft
Demko bestritt für die US-amerikanische A-Nationalmannschaft ihr einziges Länderspiel am 9. Oktober 1997 in Duisburg bei der 1:3-Niederlage im Freundschaftsspiel gegen die Nationalmannschaft Deutschlands mit Einwechslung in der 76. Minute für Tiffeny Milbrett.

## Erfolge
| Philadelphia Charge - Halbfinalist US-amerikanische Meisterschaft 2001, 2002 FC Bayern München - Bayerischer Meister 2000 | Maryland Pride - USL W-League1996 BarryU Buccaneer - NCAA Division II-Meister 1992 |

## Trainerkarriere
Nach dem Ende ihrer Spielerkarriere begann sie mit der Aufnahme einer Trainertätigkeit. Von 2003 bis 2006 sammelte sie als Assistentin an der North Carolina State University für deren Sport-Team Wolfpack, und von 2007 bis 2010 für das Sport-Team Cornhuskers an der University of Nebraska-Lincoln, Erfahrungen.
Von 2010 bis 2017 war sie das erste Mal als Cheftrainerin für die Bulldogs an der University of North Carolina at Asheville aktiv.
Von 2011 bis 2012 war sie zudem Assistenztrainerin der US-amerikanische U20-Nationalmannschaft während der Vorbereitung auf die Weltmeisterschaft 2012 und der US-amerikanischen U23-Nationalmannschaft im Jahr 2013.
Am 13. April 2018 wurde sie das zweite Mal zur Cheftrainerin ernannt. Das Training der  Revolutionaries an der George Washington University leitete sie bis zum 25. Oktober 2023, bevor sie im Alter von 50 Jahren das Kapitel Fußball endgültig beendete.